# Дълги дел (община Сурдулица)
Дълги дел е село в община Сурдулица, Пчински окръг, Сърбия. Според преброяването от 2011 г. населението му е 25 жители.

## Население
- 1948 – 206
- 1953 – 234
- 1961 – 195
- 1971 – 143
- 1981 – 110
- 1991 – 66
- 2002 – 42
- 2011 – 25

## Етнически състав
(2002)
- 41 (97,61%) – сърби
- 1 (2,38%) – мюсюлмани